# Aardbeihemangioom

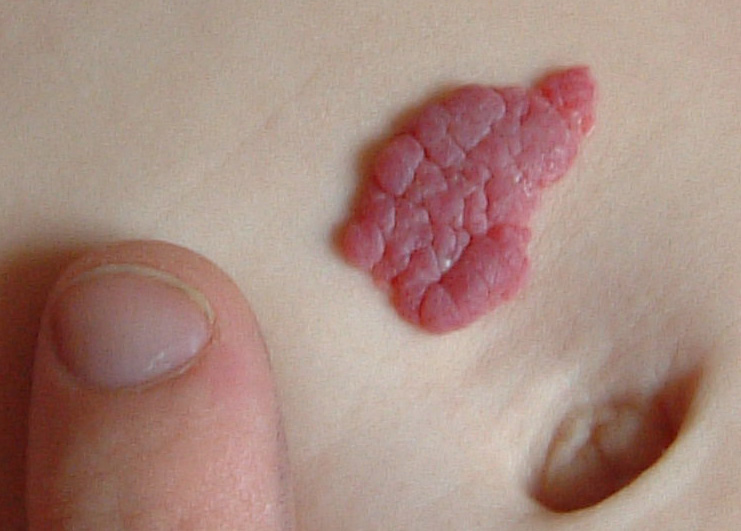
Aardbeihemangioom

Een aardbeihemangioom (Latijn: haemangioma fructuosum) is een hemangioom, een goedaardige woekering van kleine bloedvaatjes. Het aardbeihemangioom is meestal al bij pasgeboren baby's zichtbaar of ontstaat in de eerste maanden na de geboorte.
In het eerste levensjaar kan de afwijking nog in grootte toenemen, waarbij hij duidelijk boven de huid gaat uitsteken, soms tot verontrustende vormen, vooral als de afwijking op een opvallende plaats zit. Daarna wordt hij echter heel geleidelijk steeds kleiner en is na een paar jaar uiteindelijk meestal verdwenen met achterlating van een nauwelijks tot niet zichtbaar litteken. Meer dan 95% van de aardbeihemangiomen verdwijnt spontaan voordat het kind de leeftijd van tien jaar heeft bereikt. Behandeling is pas geïndiceerd zodra de ademhaling of het gezichtsvermogen van het kind door het hemangioom wordt belemmerd. De behandeling bestaat dan uit een hoge dosis prednison.
Enige jaren geleden is ontdekt dat propranolol, een medicijn dat bij volwassenen bij hoge bloeddruk en sommige hartziekten wordt toegepast, bij baby's soms een snelle en spectaculaire verbetering kan geven. Deze behandeling wordt vooralsnog slechts in enkele universitaire ziekenhuizen (Nijmegen, Utrecht) toegepast, en uitsluitend als onderdeel van een wetenschappelijk onderzoek.
Pogingen het verdwijnen te bespoedigen door operaties, branden of bevriezen zijn niet alleen riskant (in verband met mogelijke bloedingen) maar geven meestal een duidelijk lelijker litteken als resultaat dan het natuurlijk beloop af te wachten.
Soms is het echter om goede redenen niet mogelijk om het beloop af te wachten, bijvoorbeeld omdat de afwijking voor een oog zit waardoor het normale zien met dit oog zich niet zal ontwikkelen als wordt afgewacht. Een klein deel van de hemangiomen gaat niet spontaan in remissie.
Een aardbeihemangioom moet niet worden verward met de wijnvlek, die in het vlak van de huid ligt, meestal in het gezicht, paarser is, en die niet spontaan verdwijnt.